# Servicio de Seguridad Sueco
La Policía de Seguridad Sueca (en sueco: Säkerhetspolisen, literalmente "la policía de seguridad", abreviado Säpo, antes llamado Rikspolisstyrelsens säkerhetsavdelning (RPS/SÄK, literalmente “El Departamento de Seguridad del Servicio de Policía Nacional), es el departamento de seguridad de Suecia. Perteneciente al Servicio de Policía de Suecia.

## Responsabilidades
Las responsabilidades de la Policía de Seguridad son contraespionaje, actividades antiterroristas, protección de la constitución y protección de asuntos confidenciales, incluyendo protección real y política, su trabajo está normalmente cubierto por un acuerdo de confidencialidad. Aun así, en los últimos años, ha habido más transparencia en sus actividades. Es el deber de la Policía de Seguridad detectar y tomar medidas ante cualquier atentado contra la seguridad nacional, y en muchos casos, la Policía de Seguridad dirige la investigación de dichos atentados. Aunque, algunas veces, esas investigaciones las dirigen habituales unidades de policía, mientras que el Servicio de Seguridad da la información necesaria.

## Inteligencia militar
Las operaciones de inteligencia militar están restringidas legalmente a las Fuerzas Armadas Suecas (MUST, Militära Underrättelse-och Säkerhetstjänsten (Servicio de Seguridad e Inteligencia Militar)) y agencias independientes como el Instituto de Radio Defensa Sueco (FRA, Försvarets Radioanstalt) y la Agencia Sueca de Defensa (FOI, Totalförsvarets Forskningsinstitut).